# 10660 Felixhormuth
10660 Felixhormuth (4348 T-1) là một tiểu hành tinh vành đai chính.